# Ива черничная
И́ва черни́чная, или Ива черниковидная (лат. Salix myrtilloides) — кустарниковое растение, вид рода Ива (Salix) семейства Ивовых (Salicaceae).

## Ботаническое описание
Низкий прямостоящий кустарник, высота 30—80 см, иногда может достигать высоты 2 м, диаметр ствола до 3 см. Кора серого цвета снизу ствола. Молодые побеги голые, к одному году жизни приобретают желтовато-бурую или красновато-бурую окраску. Почки яйцевидной формы, тупые, оголённые. Побеги голые, желтовато-бурого или красновато-бурого цвета.
Прилистники мелкие, ланцетной или яйцевидной формы, иногда могут отсутствовать. Черешки короткие, длина 2—4 мм. Листовые пластинки достигают 1—3,5 см в длину и 0,7—1,5 см в ширину. Листья яйцевидной, эллиптической или продолговато-эллиптической формы, закруглённые к концам, реже суженные, иногда слегка зубчатые. Обычно листья совершенно голые, только в молодости могут быть слегка опушенными. Нижняя часть листьев сизого цвета, с густой сетью жилок; боковых жилок 8—10 (12) пар.
Серёжки развиваются одновременно с листьями, пыльниковые цилиндрической формы, пестичные — яйцевидной; расположены на ножках, покрытых листьями или чешуйчатыми листочками. Впоследствии ножки разрастаются и превращаются в короткие побеги. Длина серёжек 1,5—2 см, почти не удлиняются при плодах. Чашечки 1—1,2 мм в длину, яйцевидной или лопатчато-округлой формы, жёлтого цвета, верхушка розового или пурпурного цвета, голая, но иногда могут присутствовать красноватые волоски. Тычинок 2, свободные, волосистые. Пыльники вначале пурпурные, позже приобретают жёлтую, а потом — тёмно-фиолетовую окраску. Нектарник 1, задний, продолговатый, основание расширенное, коробочка длиной 6 мм, красноватая.
Завязь достигает в длину 3—4 мм, яйцевидно-конической формы, притуплённая, голая, окрас фиолетово-зелёный или пурпурный. Столбик очень короткий. Ножка завязи около 1,5 мм в длину. Рыльца целые или раздвоенные, короткие, форма продолговато-яйцевидная, окрас розовато-пурпурный. Цветение происходит в мае. Плоды созревают в июне. Число хромосом 2n = 38.
Вид описан из Скандинавии. Тип в Лондоне.

## Распространение и экология
Ива черничная распространена в Европе: Северная Европа — Финляндия, Норвегия; Центральная Европа — Австрия, Чехия, Словакия, Германия, Польша, Швейцария; Восточная Европа — европейская часть России, Беларусь; Южная Европа — Румыния и Азии — азиатская часть России.
Естественными местами обитания ивы черничной являются торфяники и болота с осоково-сфагновой растительностью.

## Хозяйственное значение и использование
Декоративное растение, привлекает человека своим прекрасным сочетанием сизоватых листьев и тонких пурпурных побегов. Ива черничная медленно растёт, однако устойчива ко многим болезням и вредителям.
Очень хорошо поедается северным оленем (Rangifer tarandus). В Ленинградской области отмечено поедание европейским лосём (Alces alces).

## Классификация

### Таксономия
- Salix myrtilloides L., 1753, Sp. Pl. : 1018

Вид Ива черничная включается в род Ива (Salix) семейства Ивовые (Salicaceae) порядка Мальпигиецветные (Malpighiales), последовательно входящего в более крупные клады Фабиды → Розиды → Суперрозиды → Эвдикоты → Цветковые растения. Таксономическая схема в соответствии с Системой APG IV по состоянию на июнь 2024 года:
|  |                          |  |                                   |                                   |                  |  | еще 35 семейств | еще 35 семейств |                   |  |  |  | еще 625 подтвержденных видов и 1 028 видов, ожидающих подтверждения |
|  |                          |  |                                   |                                   |                  |  | еще 35 семейств | еще 35 семейств |                   |  |  |  | еще 625 подтвержденных видов и 1 028 видов, ожидающих подтверждения |
|  |                          |  |                                   | порядок Мальпигиецветные          |                  |  |                 |                 | род Ива           |  |  |  |                                                                     |
|  |                          |  |                                   | порядок Мальпигиецветные          |                  |  |                 |                 | род Ива           |  |  |  |                                                                     |
|  | клада Цветковые растения |  |                                   |                                   | семейство Ивовые |  |                 |                 | вид Ива черничная |  |  |  |                                                                     |
|  | клада Цветковые растения |  |                                   |                                   | семейство Ивовые |  |                 |                 |                   |  |  |  |                                                                     |
|  |                          |  | ещё 63 порядка цветковых растений | ещё 63 порядка цветковых растений |                  |  |                 | еще 55 родов    | еще 55 родов      |  |  |  |                                                                     |
|  |                          |  |                                   | ещё 63 порядка цветковых растений |                  |  |                 |                 | еще 55 родов      |  |  |  |                                                                     |

### Синонимы
- Salix fusca Fr.
- Salix lenensis Flod.
- Salix myrtilloides var. myrtilloides